# ولاية المزيونة
ولاية المزيونة هي إحدى الولايات العمانية تقع في الجنوب الغربي لسلطنة عمان، وتبعد عن مدينة شحن اليمنية 4 كم فقط. أنشئت هذه الولاية عام 1992م بعد ترسيم الحدود بين سلطنة عمان والجمهورية اليمنية.
سكان الولاية هم من قبيلة مهرة القضاعية ويتحدثون اللغة المهرية كما يفهمون اللغة العربية التي تعلموها بالمدارس ، يبلغ تعداد سكان الولاية 7000  نسمة منهم 4000 مواطن عماني . تبعد عن مدينة صلالة 225 كم غربا وعن العاصمة العمانية مسقط 1000 كم تقريبا.
البيئة : صحراوية ويعتني سكانها بتربية المواشي أهمها الإبل والأغنام (الماعز) والقليل من الضأن.